# Tina Turner
Tina Turner, ursprungligen Anna Mae Bullock, född 26 november 1939 i Nutbush, Tennessee, död 24 maj 2023 i Küsnacht i kantonen Zürich, Schweiz, var en amerikansk sångare, dansare och skådespelare, med schweiziskt medborgarskap sedan 2013. Hon var en av de mest framgångsrika kvinnliga rocksångarna och kallades för The Queen of Rock & Roll eller ibland även för "rockmormor". Under sin karriär sålde hon fler konsertbiljetter än någon annan soloartist genom tiderna. Under 2009 firade hon 50 år som artist med sin Tina!: 50th Anniversary Tour. 
Turner sålde nästan 200 miljoner album och nominerades till 20 Grammys, varav hon vann åtta. Till några av hennes mest kända låtar hör "What's Love Got to Do with It", "Simply the Best", "Private Dancer", "We Don't Need Another Hero" och "Goldeneye" – ledmotivet till Bondfilmen Goldeneye från 1995.
År 1993 gjordes det en film om hennes liv, Tina – What's Love Got to Do with It, som är baserad på hennes självbiografiska bok Jag, Tina. I filmen spelas Tina Turner av Angela Bassett, som tilldelades en Golden Globe för sin prestation.

## Biografi

### Barn- och ungdomsår
Anna Mae Bullock föddes den 26 november 1939 i det lilla samhället Nutbush i Tennessee. Hon var dotter till Floyd Richard Bullock (1912-1967) och Zelma Bullock (1918-1999). Föräldrarna skilde sig och Anna Mae samt en av hennes systrar, Allene, bodde kvar med sin mormor i Nutbush när mamman flyttade till Saint Louis. Senare flyttade även Anna Mae och Allene in till sin mamma i stan.

### Ike & Tina Turner
Anna Mae träffade där Ike Turner. Efter viss tvekan fick hon lov att sjunga med Ike och hans band. 1960 hoppade hon in för en sjuk sångare i låten A fool in love. Ike sägs ha blivit imponerad av hennes sånginsats och gav ut låten med Anna Mae istället för en annan sångare. Låten blev en enorm R&B-hit och låg som bäst 2:a i topplistor i USA. Anna Mae tog nu namnet Tina Turner och Ike bytte gruppens namn till The Ike & Tina Turner Revue. De gifte sig i Tijuana, Mexiko 1962.

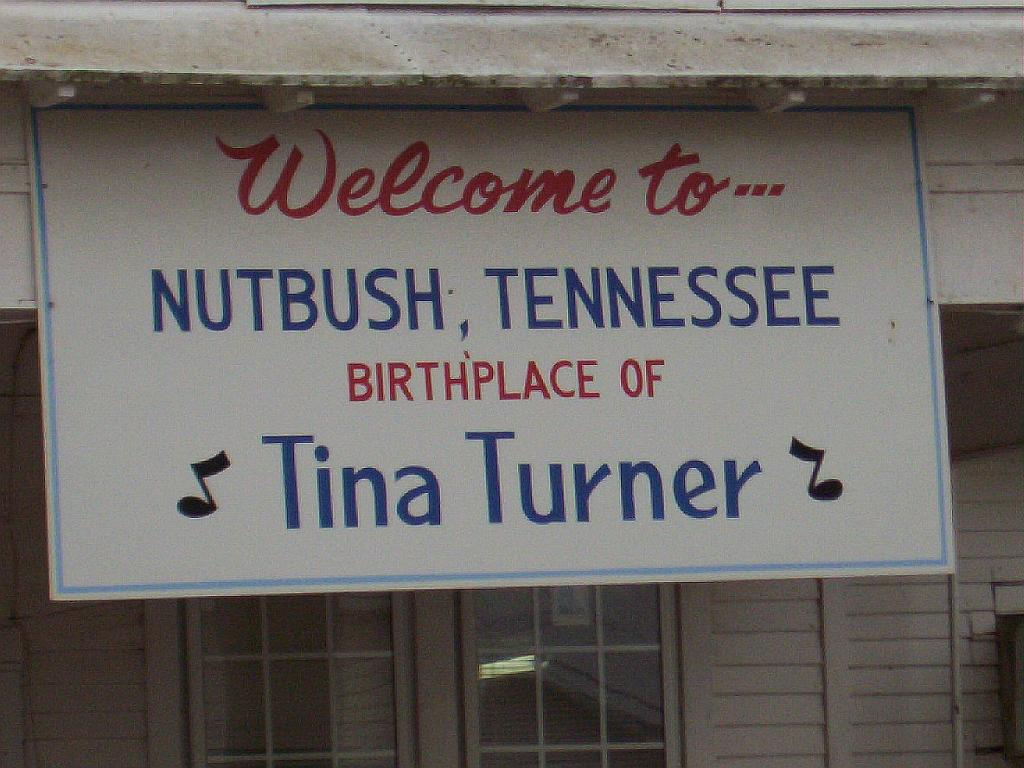
Nutbush var Tinas födelseort och barndomshem.

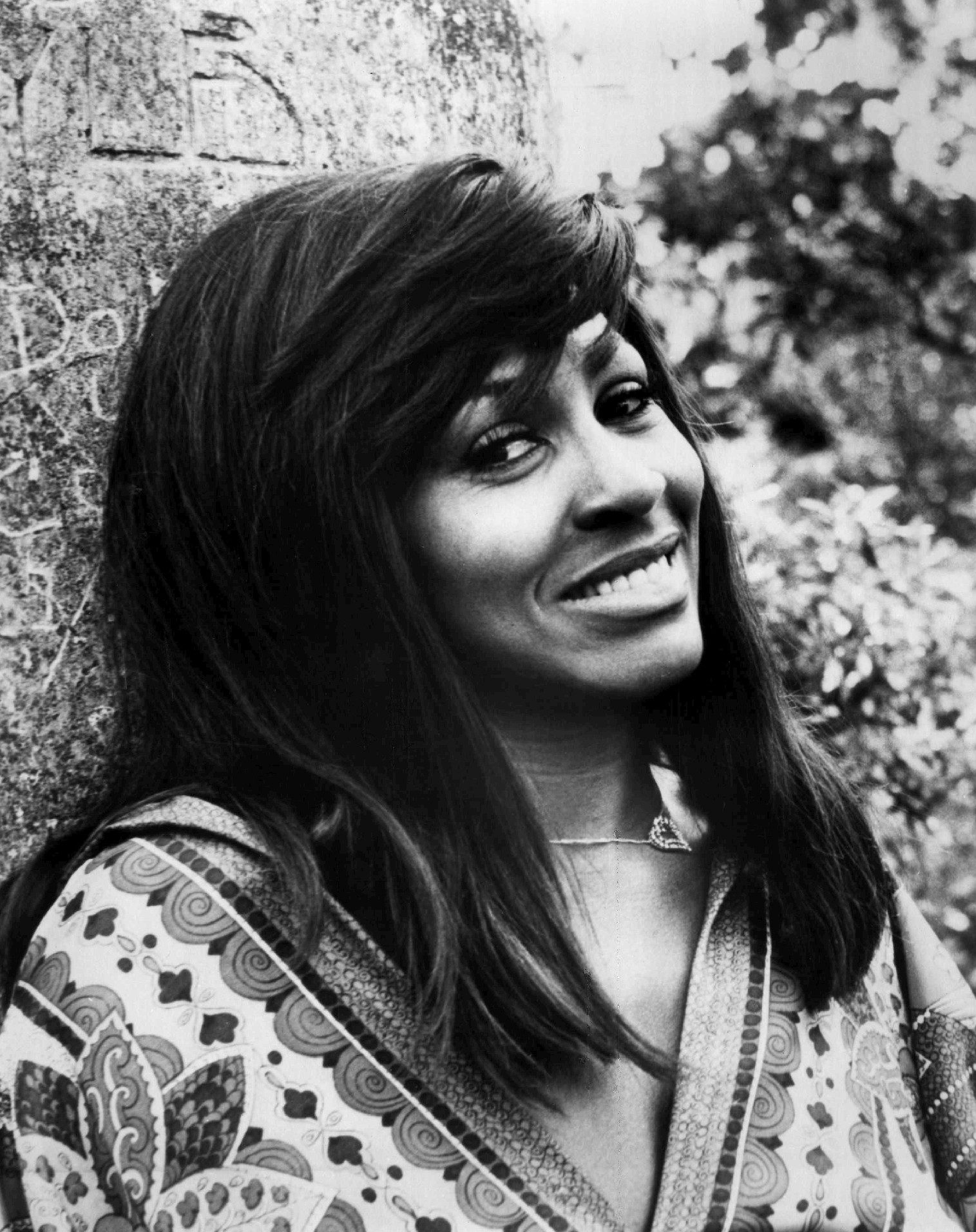
Tina Turner 1970.

Ike och Tina fick under 1960-talet en rad hits, såsom Honky Tonk Women, Come Together, I Want to Take You Higher, och River Deep, Mountain High, som producerades av Phil Spector.
I mitten av 1970-talet började äktenskapet knaka i fogarna. Ikes narkotikamissbruk ledde till ett allt mer oberäkneligt och fysiskt kränkande beteende. Detta medförde att gruppen förlorade i status. Tina, som blev grovt misshandlad, begärde skilsmässa 1978, efter ett 16-årigt äktenskap.
Tina Turner fick tillsammans med saxofonisten Raymond Hill år 1958 sitt första barn, Raymond Craig Hill (död 2018). Ike Turner adopterade honom och ändrade hans efternamn till Turner. Med Ike Turner fick hon år 1960 sonen Ronnie (död 2022). Hon adopterade i samband med äktenskapet med Ike Turner dennes två barn från tidigare förhållande, Ike Jr. och Michael.

### Solokarriären, 1980-talet

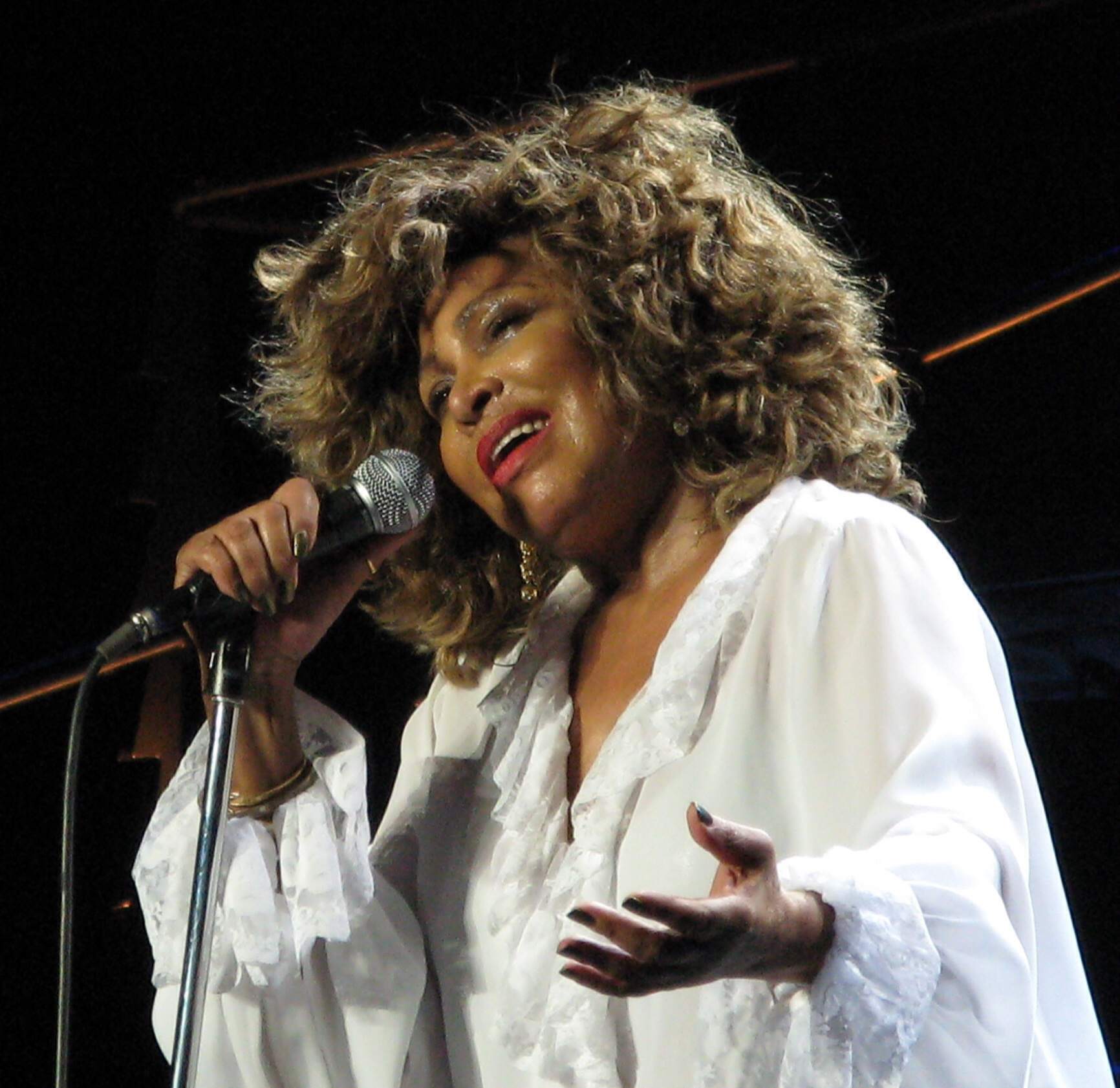
Tina Turner firar 50 år som artist i april 2009.

Turner hade inga pengar efter skilsmässan. Hon arbetade hårt under tiden efter. 1978 släppte hon albumet Rough, som var ett avsteg från det funkiga R&B-soundet från The Ike & Tina Turner Revue. Det märktes starka rockinfluenser som visade vilken riktning hon önskade att hennes musikaliska karriär skulle ta.
Turner började turnera intensivt för att täcka sina levnadsomkostnader. 1982 gjorde hon en cover på "Ball of Confusion" tillsammans med British Electric Foundation. Producenterna blev väldigt imponerade av tolkningen. De övertalade henne att spela in "Let's Stay Together". Låten släpptes i Europa och placerade sig på en 6:e plats på den brittiska topplistan.
1984 gjorde Turner vad som på vissa håll kallats den mest fantastiska comebacken inom rockmusiken. I maj släpptes singeln "What's Love Got to Do with It". Den nådde förstaplatsen på Billboard Top 100 och blev en stor kommersiell framgång. Låten fanns även på albumet Private Dancer, vars titellåt skrevs av Mark Knopfler. Låten, som egentligen var ämnad för Dire Straits album Love Over Gold, kom att sälja över 14 miljoner exemplar. Private Dancer vann fyra av de sex Grammys den var nominerad till samt även en MTV Video Music Award och två American Music Awards. I februari 1985 inledde hon sin första soloturné, Private Dancer Tour, som även den nådde stora framgångar.
Efter succén med albumet Private Dancer accepterade Tina rollen som Aunty Entity i Mad Max bortom Thunderdome med Mel Gibson. I juli 1985 uppträdde hon på Live Aid tillsammans med Mick Jagger, där de sjöng "State of Shock" och "It's Only Rock 'n Roll (But I Like It)". I augusti kom "We Don't Need Another Hero", från soundtracket till Mad Max bortom Thunderdome, ut på singel. Även den nådde högt upp på listorna: tvåa i USA och trea i Storbritannien. Sången vann även en Grammy för bästa kvinnliga popröst och en Golden Globe Award. I november 1985 släpptes låten "It's Only Love" som är en duett tillsammans med Bryan Adams. Sången nominerades till en Grammy för "Best Rock Performance by a Duo or Group with Vocal".
Tina släppte 1986 albumet Break Every Rule, där "Typical Male" finns med. Albumet nådde fjärde plats på Billboard Top 200, förstaplatsen på UK Albums Chart samt även förstaplatsen i många andra europeiska länder. Senare det året blev hon tilldelad en stjärna på Hollywood Walk of Fame. I mars året efter sparkade hon igång sin Break Every Rule Tour. När turnén hade nått Rio de Janeiro slog Tina rekord. Hon uppträdde för en publik med över 184 000 åskådare. I april 1988 släpptes Tina Live in Europe, ett album som innehåller liveinspelningar från succéshowen.
Efter en tids vila och jobbande på det nya studioalbumet släpptes Foreign Affair, sent på året 1989. Albumet inkluderade hitlåtar som "The Best", "I Don't Wanna Lose You", "Steamy Windows", "Be Tender With Me Baby" med flera. Återigen gav Turner sig ut på turné. Den här gången drog hon över fyra miljoner fans till 121 uppträdanden i Europa.

### Senare karriär
1991 släpptes greatest hits-albumet Simply the Best som sålde i över 7 miljoner exemplar. Samma år blev Ike och Tina Turner invalda i Rock and Roll Hall of Fame, men ingen av dem var närvarande vid ceremonin.
1993 släpptes spelfilmen Tina – What's Love Got to Do with It som baserades på Turners liv. 1995 gjorde hon ledmotivet till James Bond-filmen Goldeneye. Låten skrevs av U2-medlemmarna Bono och The Edge.
1999 släpptes Twenty Four Seven, vilket kom att bli hennes sista studioalbum med nytt material.

### Sjukdom och död
Under 2010-talet drabbades Turner av flera sjukdomar: en mindre stroke, cancer och njursvikt.
Hon avled 24 maj 2023 efter en lång tids sjukdom.

## Diskografi

### Studioalbum
- 1974 – Tina Turns the Country On!
- 1975 – Acid Queen
- 1978 – Rough
- 1979 – Love Explosion
- 1984 – Private Dancer
- 1986 – Break Every Rule
- 1989 – Foreign Affair
- 1996 – Wildest Dreams
- 1999 – Twenty Four Seven

### Samlingsalbum
- 1991 – Simply the Best
- 1994 – The Collected Recordings: Sixties to Nineties
- 2004 – All the Best
- 2008 – Tina! – The Platinum Collection
- 2014 – Love Songs
- 2018 – The Greatest Hits

### Live-album
- 1988 – Tina Live in Europe
- 1999 – Divas Live '99
- 2009 – Tina Live

### Soundtrack-album
- 1985 – Mad Max Beyond Thunderdome
- 1993 – What's Love Got to Do with It

## Turnéer
- 1977: Tina Turner Tourt.
- 1978: Tina Turner '78 Tour
- 1979: Tina Turner Show '79 Tour (Wild Lady of Rock).
- 1981–83: Tina Turner Tour (Nice 'n' Rough).
- 1984: 1984 World Tourncert.
- 1985: Private Dancer World Tour.
- 1987–1988: Break Every Rule World Tour.
- 1990: Foreign Affair: The Farewell Tour.
- 1993: What's Love? Tour.
- 1996–97: Wildest Dreams Tour.
- 2000: Twenty Four Seven Tour.
- 2008–09: Tina!: 50th Anniversary Tour.

## Filmografi
- 1975 – Tommy
- 1985 – Mad Max bortom Thunderdome
- 1993 – Tina – What's Love Got to Do with It